# André Dupeyrat
André Dupeyrat (* 1902; † 1982) war ein französischer Missionar und katholisch orientierter Schriftsteller. Er gehörte der am 8. Dezember 1854 von Père Jules Chevalier (1824–1907) in Issoudun, Diözese Bourges, gegründeten Ordensgemeinschaft der Herz-Jesu-Missionare (Missionnaires du Sacré-Cœur d’Issoudun; lat.: missionarii sacratissimi cordis; kurz M.S.C. bzw. MSC) an.
Dupeyrat arbeitete bei Papuastämmen auf Neuguinea. Sein Buch „21 ans chez les Papous“ (1952), das auf Deutsch stark verkürzt unter dem Titel „21 Jahre bei den Kannibalen“ erschien und seinen Aufenthalt bei den Papua von 1930 bis 1951 schildert, wurde in Frankreich ein Bestseller und erhielt 1953 den  Prix Juteau-Duvigneaux, ein ehemaliger jährlicher Literaturpreis, der 1896 von der Französischen Akademie ins Leben gerufen und „an den Autor oder die Autoren moralischer Werke, insbesondere aus katholischer Sicht, verliehen wurde“. Für das Buch Le sanglier de Kouni erhielt er 1951 den Prix Marcellin Guérin, auch ein ehemaliger jährlicher Literaturpreis, der 1872 von der Französischen Akademie ins Leben gerufen wurde und „Autoren von in der Geschichte produzierten literarischen Werken belohnen soll, für die er am besten geeignet zu sein scheint Frankreich zu ehren, unter uns die Ideen, Bräuche und Charaktere zu identifizieren und unsere Gesellschaft zu den heilsamsten Prinzipien für die Zukunft zurückzubringen“.

## Werke (Auswahl)
- Marie-Thérèse Nobel, missionnaire en Papouasie. Lyon: Éditions Ange-Michel 1930
- Papouasie. Histoire de la mission (1885–1935). Vorwort von Alain Guynot de Boismenu; Epilog von Georges Goyau. Issoudun: Archiconfrérie de N.-D, du Sacré-Cœur, 1935
- Le premier apôtre des Papous. Issoudun: Archiconfrérie 1937
- 21 ans chez les Papous. Paris: La Colombe 1952 (deutsch stark verkürzt unter dem Titel: 21 Jahre bei den Kannibalen, Wien/München, Herold 1960, übersetzt von Adolf Heine-Geldern)
- Jours des Fête chez les Papous. Paris 1954
- Papuan Conquest. Sydney (Australien): Pelligrini 1948
- Le sanglier de Kouni. Issoudun: Archiconfrérie 1951 (Prix Marcellin Guérin der l'Académie Française)
- Chabot. Le sanglier de Kouni. Paris, La Colombe., 1954
- La bête et le Papou. Paris, Albin Michel, 1962
- Briseurs de lance chez les Papous. Paris 1964
- Sainteté au naturel [Texte imprimé] : Alain Guynot de Boismenu, évêque des Papous: vu à travers ses lettres / André Dupeyrat et François de La Noë. – Paris : P. Téqui, impr. 2006 (53-Saint-Céneré : Presses Téqui). – 1 vol. (256 p.): couv. ill.; 21 cm.